# 渡会久美子
渡会 久美子（わたらい くみこ、1963年3月15日 - ）は、日本の女優。愛知県田原市出身。ミッシングピース所属。

## 概要
愛知県立成章高等学校を卒業。名古屋女子大学短期大学部を卒業。1991年、新宿梁山泊に入団。 2011年、テイクシンクincに所属。 2018年5月5日、ミッシングピースに所属。

## 出演作品

### 映画
- 2023年、心のありか（上原三由樹監督）[2]
- 2015年、振り子（竹永典弘監督）
- 2013年、体脂肪計タニタの社員食堂（李闘士男監督） 光子役
- 2009年 ～ 2010年、おかしな監督映画祭-第6・7・8回
- 2009年、VSAGE（賀川貴之監督）
- 2004年、ガラスの使徒（金守珍監督）
  - ギミーヘブン（松浦徹監督）
  - 新世代オムニバス短編映画企画-祈り-（金田浩樹監督）
- 2001年、新・雪国（後藤幸一監督）
  - 夜を賭けて（金守珍監督）
- 2000年、台湾映画アテレコ 感恩歳月（王貞治物語）（何平監督）
- 1996年、新極道記者（望月六郎監督）
  - 血の収穫（望月六郎監督）

### テレビドラマ
- 2022年、WOWOW TOKYO VICE 第4話 - 園田の娘 役
- 2015年、TBS 金スマ 一青窈篇・金澤翔子篇
- 2014年、TBS 金スマ 瀬戸内寂聴篇
- 2011年、TBS 金スマ 金澤翔子篇
- 2010年、TBS 金曜日のスマたち 波瀾万丈SP 近藤真彦篇
- 2010年、TBS カリスマ白書2 野村監督篇
- 2009年、TBS 金曜日のスマたち 波瀾万丈SP 清原和博篇
- 2005年、TBS 愛の劇場 コスメの魔法2
  - テレビ東京 水曜ミステリー9 密会の宿4 京都･箱根･鎌倉 不倫カップル連続失踪殺人
- 2003年、TBS 女と愛のミステリー心理分析捜査官 崎山知子2
  - テレビ東京 月曜ミステリー劇場 朝吹里矢子～放火殺人の謎～
- 2002年、NHK 金曜時代劇 春が来た
- 2000年、TBS 火曜サスペンス劇場 ぬくもり
- Re:リベンジ-欲望の果てに- 第5話（2024年5月9日、フジテレビ） - 坂本春香 役[3]

### 海外公演
- 2008年 6月、「YEBI大王」ブラジル公演
- 2007年 5 - 6月、「YEBI大王」ルーマニア、韓国公演
- 2006年 12月、「唐版 風の又三郎」オーストラリアメルボルン公演
- 1999年 9 - 10月、「少女都市からの呼び声」ニューヨーク公演
- 1997年 10月、「盲導犬」韓国ソウル公演
- 1994年 7月、「少女都市からの呼び声」フランスアビニヨンフェスティバル
- 1991年 7月、「人魚伝説」ドイツ公演、ドイツ国際演劇祭参加

### CM
- 2008年、「ALSOK」地球防衛篇
- 2004年、「コナミ実況パワフルプロ野球11」
- 2000年、「ナショナル管球」

### 舞台
- 2015年、「少女仮面」（下北沢・ザ・スズナリ）
- 2015年、「二都物語」（新宿花園神社） 
  - 「ハムレット」（満点星）
- 2024年、青木さん家の奥さんII（SPACE 雑遊 / ウイングフィールド）[4]

### 新宿梁山泊
- 1990年 5 - 8月、第9回「人魚伝説」
- 1991年 - 2009年、第10 - 31回公演
- 2005年 12月
- 2006年 1月、第32回公演「風のほこり」
- 2006年 - 2010年、第33 - 42回公演
- 2007年 1月、創立20周年企画コビヤマ洋一作品連続上演「夜の一族2007」(主演)
- 2010年 7月、第43回「ベンガルの虎」（花園神社特設紫テント）
- 2011年 1月、44回「風のほこり」満天星篇（主演）
- 2011年 9 - 10月、第45回「ベンガルの虎」テントツアー
- 2012年2月、第46回「風のほこり」満天星新春公演（主演）